# Olney (Maryland)
Olney és una concentració de població designada pel cens dels Estats Units a l'estat de Maryland. Segons el cens del 2000 tenia 31.438 habitants.

## Demografia
Segons el cens del 2000, Olney tenia 31.438 habitants, 10.274 habitatges, i 8.650 famílies. La densitat de població era de 934,4 habitants per km².
Per edats la població es repartia de la següent manera: un 0% tenia menys de 18 anys, un 5,6% entre 18 i 24, un 29,9% entre 25 i 44, un 26,9% de 45 a 60 i un 6,4% 65 anys o més.
L'edat mediana era de 37 anys. Per cada 100 dones de 18 o més anys hi havia 93,5 homes.
La renda mediana per habitatge era de 94.818 $ i la renda mediana per família de 100.717 $. Els homes tenien una renda mediana de 69.911 $ mentre que les dones 45.818 $. La renda per capita de la població era de 35.267 $. Entorn de l'1,9% de les famílies i el 2,6% de la població estaven per davall del llindar de pobresa.

## Poblacions més properes
El següent diagrama mostra les poblacions més properes.